# Masato Yamazaki
Masato Yamazaki (山崎雅人?, Yamazaki Masato; Okayama, 4 dicembre 1981) è un ex calciatore giapponese, di ruolo attaccante.

## Palmarès

### Club
- Campionato giapponese: 1

Yokohama F·Marinos: 2004
- AFC Champions League: 1

Gamba Osaka: 2008
- Coppa del Giappone: 2

Gamba Osaka: 2008, 2009